# بامبلبي

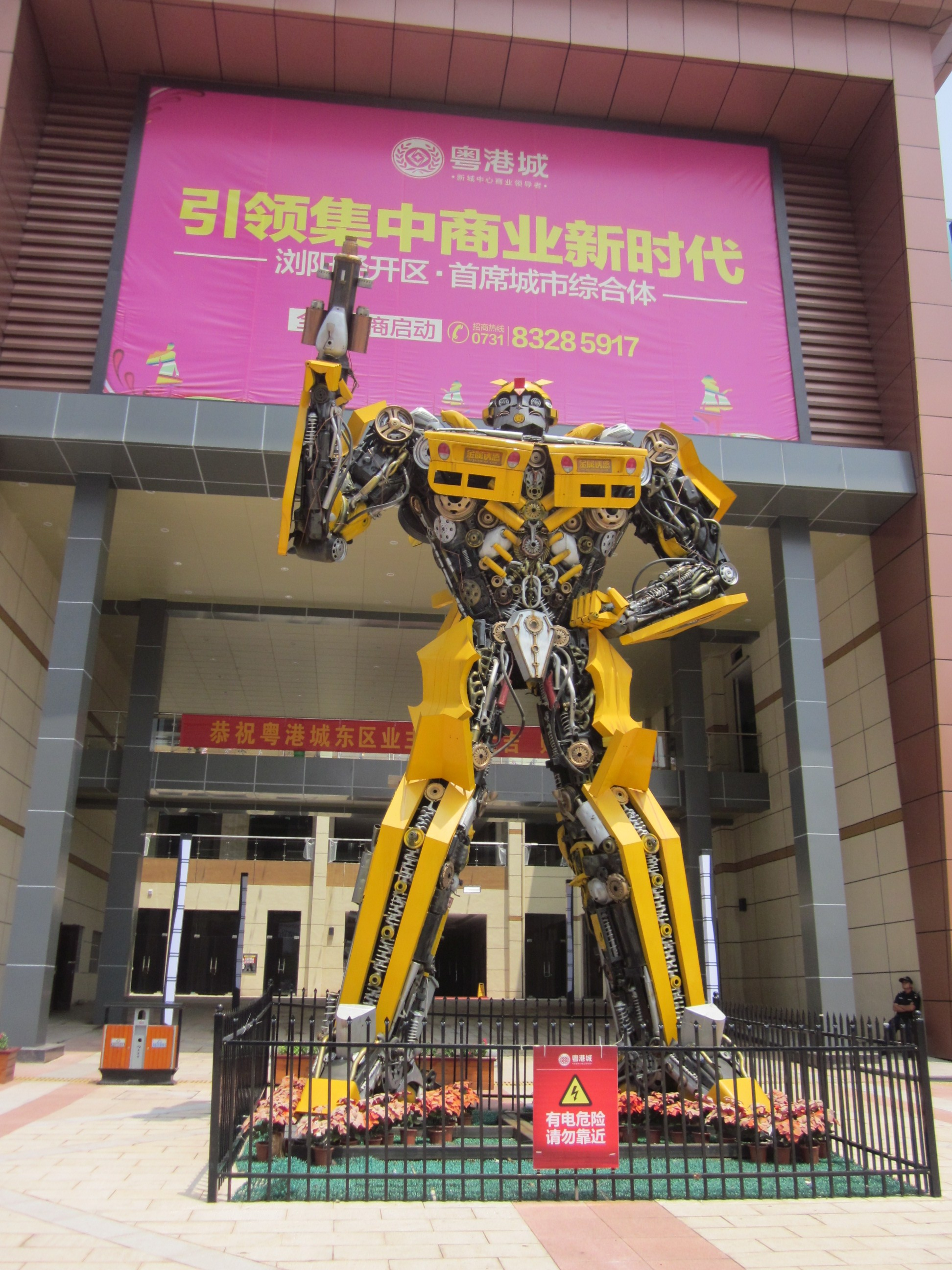

بامبلبي (Bumblebee) هو اسم شخصية رئيسية في سلسلة ألعاب ترانسفورمرز والأعمال المقتبسة منها.